# David Rugamas
David Antonio Rugamas Leiva (San Juan Opico, 17 febbraio 1990) è un calciatore salvadoregno, attaccante svincolato.